# Soglio (Italie)
Soglio est une commune italienne de la province d'Asti, dans la région Piémont.

## Administration
| Période                                  | Période | Identité                | Étiquette    | Qualité |
| ---------------------------------------- | ------- | ----------------------- | ------------ | ------- |
| 2009                                     | 2014    | Carlo Cosimo Carpignano | Lista civica | Maire   |
| 2014                                     |         | Carlo Cosimo Carpignano | Lista civica | Maire   |
| Les données manquantes sont à compléter. |         |                         |              |         |

### Communes limitrophes
Camerano Casasco, Cortanze, Cortazzone, Montechiaro d'Asti, Piea, Viale